# جرامي غرانت
جرامي غرانت (بالإنجليزية: Jerami Grant)‏ مواليد 12 مارس 1994 في بورتلاند، هو لاعب كرة سلة محترف أمريكي بدأ مسيرته الاحترافية في سنة 2014 حيث تم اختياره من قبل فريق فيلادلفيا سفنتي سيكسرز خلال الدرافت، يلعب مع فريق فيلادلفيا سفنتي سيكسرز في الرابطة الوطنية لكرة السلة ويحمل الرقم 39. يبلغ طوله 6 قدم 8 بوصة (2.0 م).

## إحصائيات المسيرة

### الموسم الاعتيادي
| السنة   | الفريق                 | لعب | بدأ | دقيقة | ميداني% | ثلاثية | حرة  | ارتداد | صنع | استلاب | تصدي | نقطة |
| ------- | ---------------------- | --- | --- | ----- | ------- | ------ | ---- | ------ | --- | ------ | ---- | ---- |
| 2014–15 | فيلادلفيا سفنتي سيكسرز | 65  | 11  | 21.2  | .352    | .314   | .591 | 3.0    | 1.2 | .6     | 1.0  | 6.3  |
| 2015–16 | فيلادلفيا سفنتي سيكسرز | 77  | 52  | 26.8  | .419    | .240   | .658 | 4.7    | 1.8 | .7     | 1.6  | 9.7  |
| المسيرة |                        | 142 | 63  | 24.2  | .394    | .278   | .633 | 3.9    | 1.5 | .7     | 1.4  | 8.2  |

## روابط خارجية
- جرامي غرانت على موقع الاتحاد الدولي لكرة السلة (الإنجليزية)
- جرامي غرانت على موقع إن بي أي (الإنجليزية)
- جرامي غرانت على موقع سبورتس رفرنس (الإنجليزية)
- جرامي غرانت على موقع كرة السلة الأوروبية.كوم (الإنجليزية)
- جرامي غرانت على موقع إي إس بي إن.كوم (الإنجليزية)
- جرامي غرانت على موقع كلية كرة السلة في سبورتس رفرنس.كوم (الإنجليزية)
- جرامي غرانت على موقع ريلجم (الإنجليزية)
- جرامي غرانت على موقع بروبوليرز (الإنجليزية)
- جرامي غرانت على موقع اللجنة الأولمبية الدولية (الإنجليزية)
- جرامي غرانت على موقع أوليمبيديا (الإنجليزية)